# 이이다 마사키
이이다 마사키(일본어: 飯田 真輝, 1985년 9월 15일~)는 일본의 전 축구 선수이다.

## 구단 경력
그는 2006년부터 2019년까지 J리그의 도쿄 베르디, 마쓰모토 야마가 FC에서 활동하였다.